# Petrus
Petrus – polski operator telekomunikacyjny, oferujący swoje usługi w 11 miastach północnej Polski w województwie pomorskim.
Operator ten oferuje:
- Telefonię stacjonarną (poprzez modem VoIP)
- Telewizję kablową (cyfrową i analogową)
- Internet (kablowy, światłowodowy i mobilny)
- Telefonię komórkową „Super Komórka”

- Oprogramowanie antywirusowe dla użytkowników Internetu

Obecnie jest 6. największym operatorem telewizji kablowej pod względem liczby abonentów.
Od 14 lutego 2020 roku oddział operatora w Toruniu jest własnością Vectry.